# Conrad Gesner
Conrad Gesner (n. 26 martie 1516, Zürich, Confederația Veche a Elveției – d. 13 decembrie 1565, Zürich, Confederația Veche a Elveției) a fost un medic și cercetător elvețian, considerat unul dintre cei mai importanți naturaliști din Elveția. Opera lui mai importantă este Historia animalium ea a apărut între anii 1551 - 1558, ca surse Gesner a folosit operele lui Aristotel  (Historia animalium) și a lui Albertus Magnus (De animalibus).

## Biografie
Conrad Gesner a fost fiul unui tăbăcar, după terminarea studiului de medicină, la început Conrad a fost profesor, iar din 1537 va fi numit profesor universitar de limbă greacă la Universitatea din Lausanne. Din anul 1541 va preda fizică, iar din 1554 este medic șef la secția de chirurgie în Zürich. Conrad Gesner împreună cu Ulisse Aldrovandi sunt considerați printre cei care au întemeiat ramura zoologiei moderne. El va întemeia în Zürich o grădină botanică și va realiză o colecție însemnată de plante și animale care după moartea lui va dispărea. Gesner moare ca un învățat renumit prețuit de lumea contemporană, el fiind apreciat chiar de împăratul Ferdinand I care era un catolic înverșunat. În timp ce în anul 1565 bântuia pesta în Zürich, Gesner a tratat pe reformatorul Heinrich Bullinger, Conrad pierde soția și două fiice din cauza epidemiei, iar în anul 1565 va muri de pestă chiar Gesner. În Zürich există un monument ridicat în memoria naturalistului elvețian.